# Enkel-armindex

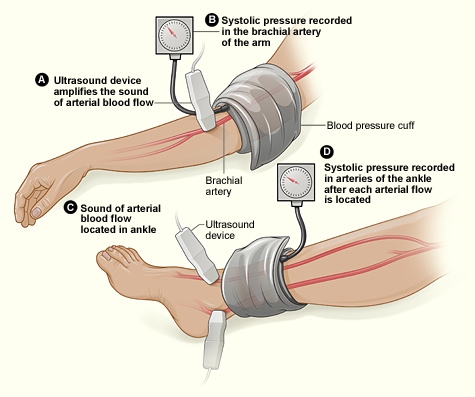

Enkel-armindex (soms afgekort tot EAI) is een meting die in de geneeskunde wordt verricht om een indruk te krijgen van de toestand van de slagaders in de benen. Hiertoe wordt de (systolische) bloeddruk aan de enkel gedeeld door de (systolische) bloeddruk aan de arm. Een normale enkel-armindex is ongeveer 1. Bij een waarde <0,7 is er een verminderde doorbloeding van het been, zoals bij etalagebenen.

## Uitvoering
De bloeddruk aan de enkel wordt meestal gemeten met het manchet van de bloeddrukmeter om het onderbeen, terwijl een (klein) doppler-apparaat wordt gebruikt om te meten bij welke druk de doorstroming verdwijnt. Dit kan gebeuren aan de arteria dorsalis pedis (op de voetrug) of aan de arteria tibialis posterior (achter de mediale maleolus). Maar in principe kan ook een automatische bloeddrukmeter gebruikt worden, als de manchet ruim genoeg is.

## Interpretatie
Een verlaagde systolische bloeddruk aan de enkel wordt meestal veroorzaakt door een vernauwing in de (grotere) slagaders van het been. Bij waarden rond de 0,4 zal een been kouder aanvoelen, wit of blauw zijn, of andere tekenen van ischemie (zuurstoftekort) vertonen. Soms zijn slagaders zo aangetast door slagaderverkalking dat bij het oppompen van de bloeddrukmanchet het vat niet dichtgedrukt kan worden. In dat geval kan de enkel-armindex ten onrechte normaal of verhoogd lijken (>1,4). Een andere beperking van de enkel-armindex is, dat afwijkingen in de kleinere slagaders niet gevonden kunnen worden, terwijl deze wel klachten kunnen geven.